# Giovanni Francesco Maria Marchi
Giovanni Francesco Maria Marchi (Milà, 4 de desembre de 1689 - 10 de desembre de 1740) fou un compositor italià.
Les seves principals composicions són les òperes:
- Catone in Utica (llibret de Metastasio, 1733, Milà)
- La generosità politica (llibret de Carlo Goldoni, basat en el seu Pisistrato di Domenico Lalli, 1736, Venècia);
- Emira (1736, Milà);
- La clemenza di Tito (llibret de Pietro Metastasio, 1737, Milà).

## Oratoris
Tots els oratoris foren representats per primera vegada a Milà.
- Il trionfo della Grazia (1708);
- Oratorio per il Santissimo Natale (1719);
- La morte in spavento (1720);
- L'angelo e pastori (1721);
- I portenti del zelo eloquente (1722);
- La colpa originale piangente alle culle del Redentore (1723);
- La calunnia delusa (1724);
- Li elementi in gara nell'ossequio di Gesù Bambino (1724);
- La probatica piscina (1728);
- Sant'Antonio da Padova (1731).